# ألدر (مونتانا)
ألدر (بالإنجليزية: Alder CDP, Montana)‏ هي منطقة سكنية تقع بولاية مونتانا في الولايات المتحدة. تبلغ مساحتها 5.2 كم2، وترتفع عن سطح البحر 1561 م، بلغ عدد سكانها 103 نسمة في عام 2010 حسب إحصاء مكتب تعداد الولايات المتحدة وتصل الكثافة السكانية فيها 19.8 نسمة لكل كيلومتر مربع (51.3/ميل2).

## التركيبة السكانية
حدّد مكتب تعداد الولايات المتحدة بيانات التركيبة السكانية لألدر في تعداد الولايات المتحدة. في ما يلي، التركيبة السكانية حسب تعدادي 2000 و2010.

### تعداد عام 2000
بلغ عدد سكان ألدر 116 نسمة بحسب تعداد عام 2000، وبلغ عدد الأسر 48 أسرة وعدد العائلات 25 عائلة مقيمة في المنطقة السكنية. في حين سجلت الكثافة السكانية 22.3 نسمة لكل كيلومتر مربع (57.8/ميل2). وبلغ عدد الوحدات السكنية 69 وحدة بمتوسط كثافة قدره 13.3 لكل كيلومتر مربع (34.4/ميل2).
وتوزع التركيب العرقي للمنطقة السكنية بنسبة 100% من البيض.
بلغ عدد الأسر 48 أسرة كانت نسبة 31.2% منها لديها أطفال تحت سن الثامنة عشر تعيش معهم، وبلغت نسبة الأزواج القاطنين مع بعضهم البعض 45.8% من أصل المجموع الكلي للأسر، ونسبة 4.2% من الأسر كان لديها معيلات من الإناث دون وجود شريك،  بينما كانت نسبة 2.1% من الأسر لديها معيلون من الذكور دون وجود شريكة وكانت نسبة 47.9% من غير العائلات. تألفت نسبة 33.3% من أصل جميع الأسر من عدة أفراد يعيشون في نفس المنزل ونسبة 16.7% كانت تتألف من شخص يعيش بمفرده يبلغ من العمر 65 عاماً أو أكثر. وبلغ متوسط حجم الأسرة المعيشية 2.42، أما متوسط حجم العائلات فبلغ 3.44.
بلغ العمر الوسطي للسكان 37.7 عاماً. وكانت نسبة 26.7% من القاطنين تحت سن الثامنة عشر، وكانت نسبة 6% بين الثامنة عشر والرابعة والعشرين عاماً، ونسبة 27.6% كانت واقعةً في الفئة العمرية ما بين الخامسة والعشرين والرابعة والأربعين عاماً، ونسبة 27.6% كانت ما بين الخامسة والأربعين والرابعة والستين، ونسبة 12.1% كانت ضمن فئة الخامسة والستين عاماً فما فوق. يوجد لكل 100 أنثى 110.9 ذكر، ويوجد لكل 100 أنثى في الثامنة عشر من عمرها فما فوق 107.3 ذكر.
بلغ متوسط دخل الأسرة في المنطقة السكنية 26,458 دولارًا، أما متوسط دخل العائلة فبلغ 33,750 دولارًا. وكان متوسط دخل الذكور 22,500 دولارًا مقابل 30,000 دولارًا للإناث. وسجل دخل الفرد الخاص بالمنطقة السكنية 16,300 دولارًا. وكانت نسبة 0% من العائلات ونسبة 1.8% من السكان تحت خط الفقر، وكان من هؤلاء نسبة 0% تحت سن الثامنة عشر ونسبة 0% في الخامسة والستين من العمر وما فوق.

### تعداد عام 2010
بلغ عدد سكان ألدر 103 نسمة بحسب تعداد عام 2010، وبلغ عدد الأسر 59 أسرة وعدد العائلات 31 عائلة مقيمة في المنطقة السكنية. في حين سجلت الكثافة السكانية 19.8 نسمة لكل كيلومتر مربع (51.3/ميل2). وبلغ عدد الوحدات السكنية 89 وحدة بمتوسط كثافة قدره 17.1 لكل كيلومتر مربع (44.3/ميل2).
وتوزع التركيب العرقي للمنطقة السكنية بنسبة 99.03% من البيض و0.97% من الأمريكيين ذوي الأصول الآسيوية و0.97% من الهسبانيون أو اللاتينيون من أي عرق.
بلغ عدد الأسر 59 أسرة كانت نسبة 15.3% منها لديها أطفال تحت سن الثامنة عشر تعيش معهم، وبلغت نسبة الأزواج القاطنين مع بعضهم البعض 47.5% من أصل المجموع الكلي للأسر، وكانت نسبة 5.1% من الأسر لديها معيلون من الذكور دون وجود زوجة، وكانت نسبة 47.5% من غير العائلات. تألفت نسبة 45.8% من أصل جميع الأسر من عدة أفراد يعيشون في نفس المنزل ونسبة 11.9% كانت تتألف من شخص يعيش بمفرده يبلغ من العمر 65 عاماً أو أكثر. وبلغ متوسط حجم الأسرة المعيشية 1.75، أما متوسط حجم العائلات فبلغ 2.39.
بلغ العمر الوسطي للسكان 52.5 عاماً. وكانت نسبة 12.6% من القاطنين تحت سن الثامنة عشر، وكانت نسبة 8.7% بين الثامنة عشر والرابعة والعشرين عاماً، ونسبة 23.3% كانت واقعةً في الفئة العمرية ما بين الخامسة والعشرين والرابعة والأربعين عاماً، ونسبة 36.9% كانت ما بين الخامسة والأربعين والرابعة والستين، ونسبة 18.4% كانت ضمن فئة الخامسة والستين عاماً فما فوق. وتوزع التركيب الجنسي للسكان بنسبة 58.3% ذكور و41.7% إناث.